# Лорфелин, Марин
Марин Лорфелен (фр. Marine Lorphelin, родилась 16 марта 1993 года в Маконе) — французская фотомодель, обладательница титула «Мисс Франция-2013» (8 декабря 2012 года), представлявшая Бургундию на конкурсе. На конкурсе Мисс мира 2013 стала 1-й вице-мисс.

## Личная жизнь
Училась в лицее имени Альфонса Ламартана в Лионе, окончила его в 2011 году с очень хорошими оценками. Поступила на медицинский факультет Лионского университета имени Клода Бернара (студентка 6-го курса). Мечтает стать педиатром или акушером. Хобби — рисование и мода. Болельщица футбольного клуба «Лион»; также занимается лёгкой атлетикой (тройной прыжок), поставила рекорд региона в 10,8 м в младшей категории.
Марин Лорфелин состояла в отношениях с Кристофом Мальмезаком, родом с Таити. В 2019 году пара обручилась, а в январе 2020 года объявила, что поженится зимой 2020 года, однако из-за пандемии COVID-19 он был отложен.
В октябре 2021 года она переехала в Новую Каледонию со своим женихом Кристофом. Там она закончит свое медицинское образование шестимесячной интернатурой по гинекологии, а затем сдаст дипломную работу, в 2025 году официально стать врачом общей практики.
18 июля 2023 года Марин объявила о расставании с Кристофом в своем аккаунте в Instagram.
С сентября 2023 года состоит в отношениях со Станисласом Груау.

## Карьера модели
Марин выиграла конкурс красоты «Мисс Бургундия-2012» и представляла регион Бургундия на конкурсе «Мисс Франция-2012». В Лиможе 6 декабря 2012 года состоялся суперфинал 66-го конкурса красоты «Мисс Франция», на котором Марин одержала уверенную победу, набрав 41,67 % голосов зрителей, и опередив одну из фавориток конкурса, Мисс Таити-2012 Инарани де Лонжё. Победительницу короновала Мисс Франция-2012, фотомодель Дельфин Веспизе.
После объявления результатов председатель Объединения за права чернокожего населения Франции (CRAN) Луи-Жорж Тин сделал скандальное заявление, назвав победительницу конкурса «слишком белой» и обвинив организаторов в специальном недопущении фотомоделей африканского происхождения в суперфинал (хотя в суперфинале было 8 моделей африканского происхождения и 6 уроженок Заморских территорий Франции). В ответ в его адрес посыпались не менее жёсткие упрёки и ответные обвинения в «чёрном расизме». Тот же конкурс стал известен благодаря ещё одному скандалу: Лорфелен отказалась приходить на одно из ток-шоу телеканала France 4 и давать интервью Элоди Госсюэн, победительнице конкурса 2001 года и организатору конкурса красоты «Мисс Престиж».
На конкурсе Мисс мира-2013, прошедшем в Индонезии, Марин Лорфелен представляла Францию (всего участвовала 131 конкурсантка). Марин стала 1-й Вице-мисс мира и получила титул Мисс мира Европа. Также среди её титулов были 1-я Вице-мисс Пляжная красота и мода (Miss Beach Beauty Fashion) и 2-я Вице-мисс Топ Модель (Miss Top Model). Она заняла также 6-е место в номинации Мисс Красота с Целью (Miss Beauty with a Purpose) и победила в номинации Лучший дизайнер вечернего платья.

## Благотворительная деятельность
В 2013 году Марин Лорфелен приняла участие в Парижском марафоне. Также она подписала документы, по которым разрешила в случае своей кончины использовать её органы для трансплантации нуждающимся.
В 2013 и 2014 годах Марин Лорфелен выступала в известнейшем французском шоу «Fort Boyard»: в 2013 году её команда в шоу выиграла 18 тысяч евро для благотворительной организации Mecenat Chirurgie Cardiaque, оплачивающей трансплантацию органов детям. Среди выполненных Лорфелен заданий были прыжок с «тарзанки», управление подводным велосипедом и окунание в холодную воду.
Марин участвовала дважды в шоу «Mot de Passe» (на основе американской программы Million Dollar Password) и один раз во французской версии программы «Кто хочет стать миллионером?», выиграв в последней 48 тысяч евро и передав их фонду борьбы против СПИД.